# Mikel Iturria
Mikel Iturria Segurola (Urnieta, 16 marzo 1992) è un ex ciclista su strada spagnolo di origini basche.
Attivo dal 2013 al 2024 in formazioni UCI, ha vinto una tappa alla Vuelta a España 2019.

## Carriera
Professionista dal 2016, il 4 settembre 2019 conquista la prima vittoria in carriera a livello professionistico, in occasione dell'undicesima tappa della Vuelta a España, arrivando sul traguardo di Urdax dopo 25 chilometri di fuga in solitaria.

## Palmarès

### Strada
- 2015 (Fundación Euskadi-EDP, tre vittorie)

Aiztondo Klasika
Classifica generale Vuelta a Navarra
4ª tappa Vuelta a Toledo (Toledo > Toledo)
- 2019 (Euskadi-Murias, una vittoria)

11ª tappa Vuelta a España (Saint-Palais > Urdax-Dantxarinea)

## Piazzamenti

### Grandi Giri
- Vuelta a España

2018: 103º
2019: 87º
2021: 60º
2022: 92º

### Competizioni mondiali
- Campionati del mondo su strada

Toscana 2013 - Cronometro Under-23: 67º
Toscana 2013 - In linea Under-23: ritirato
Ponferrada 2014 - In linea Under-23: 40º

### Competizioni europee
- Campionati europei

Olomouc 2013 - Cronometro Under-23: 50º
Olomouc 2013 - In linea Under-23: ritirato